# Kareem Reid
Pour les articles homonymes, voir Reid.
Kareem Reid, né le 27 août 1975 à New York (États-Unis), est un joueur de basket-ball professionnel américain du Hyères Toulon Var Basket. Il mesure 1,78 m. Au début de sa carrière, il fut surnommé, le « best keept secret ». Mais au fil du temps, et en alignant des performances hors normes, il gagna un nouveau surnom « Big Game Reid ».

## Biographie

### Lycée et université
Kareem Reid mène son équipe du lycée de St. Raymond High School for Boys à un titre de champion de l'État de New York en 1993. Lors de dernière année avec cette école, il est considéré comme l'un des deux meilleurs meneurs des États-Unis lors et, à ce titre, il est présent dans les équipes All-America. Il est recruté par l'équipe de l'université de l'Arkansas, les Razorbacks, équipe qui vient de remporter le titre de champion NCAA en 1994 (en).
Il n'est pas autorisé à jouer lors de sa première saison, en En 1994-1995. En effet,la NCAA soupçonne des irrégularités lors du passage de son examen d'entré à l'université. Il fait finalement ses débuts avec les Razorbacks lors de la saison suivante (en) où il inscrit 12,9 points, délivre 6,6 passes et capte 3,1 rebonds par match, son équipe accédant au Sweet sixteen, demi-finale régionale équivalent à un huitième de finale. La saison suivante, non qualifiée pour les march madness, phase finale du championnat NCAA, l'équipe s'impose au National Invitation Tournament (NIT). Durant cette saison, ses statistiques sont de 9,8 points, 5,7 passes et 2,7 rebonds. Lors de sa troisième il présente des statistiques de 11,9 points, 5,2 passes et 2,1 rebonds, les Razorbacks s'inclinant au deuxième tour du tournoi final (en) face aux Utes de l'Utah. C'est de nouveau à ce niveau que les Razorbacks terminent la saison suivante (en), face aux Hawkeyes de l'Iowa, Kareem Reid terminant la saison avec 2,5 rebonds, 5,3 passes et 10,4 points. Sur l'ensemble de sa carrière univerisitaire, il dispute 131 rencontres dont 117 dans le cinq de départ, avec 11,3 points, 5,7 passes, 2,6 rebonds et 1,91 interception,. Il est alors le meilleur passeur de l'histoire de l'université d'Arkansas, avec 748 passes et le troisième meilleur intercepteur, avec 251.

### Carrière professionnelle
Non choisi lors de la draft, il joue avec les Richmond Rhythm en International Basketball League, une ligue professionnelle américaine puis signe pour la fin de saison 1998-2000 en faveur du club turc d'Efes Pilsen Istanbul où il présente des statistiques de 1,3 point, 0,8 passe en 4 min et six matchs, en euroligue.
Revenu à Richmond Rhythm, il signe en mai avec le club Pennsylvania Valley Dawgs qui évolue en United States Basketball League (USBL). Il joue avec Harlem Globetrotters, et fait un essai avec le club lituanien Žalgiris Kaunas en novembre où il n'est pas conservé.
Après un été où il dispute le Rucker Park à New York (avec Terror Squad team), il évolue en novembre avec One World All-Stars Touring team une équipe, qui joue des matches d'exhibition contre des équipes NCAA. Le mois de janvier suivant, il signe avec le club de Hoops de Grand Rapids en Continental Basketball Association (CBA). Il y dispute 23 matchs, avec 9,1 points, 2,7 rebonds, 5,2 passes et 1,1 interpcetion. Il termina la saison avec Pennsylvania Valley Dawgs en USBL où il dispute 30 matchs.
En 2003, il signe un contrat en tant que free agent avec les Hornets de la Nouvelle-Orleans, en 2003 mais il n'est pas conservé dans l'effectif avant le début de la saison. Il continue alors à joueur dans des ligues mineures aux États-Unis. Après un essai non concluant avec le club français de Pro A de Hyères-Toulon Var Basket, il fait ses débuts en France en Pro B lors de la saison 2007-2008 à Bourg, où Jean-Michel Sénégal est entraineur. Malgré une bonne saison, marquée par le titre de meilleur passeur de la saison, il ne trouve pas de club l'année suivante. En octobre 2008, la JA Vichy fait appel à lui, pour remplacer Shaun Foutain. L'arrivée de Reid se traduit par un bilan de treize victoires pour douze défaites, et un titre de meilleur passeur de Pro A. Il résigne avec la Jeanne d'Arc pour la saison suivante où il est désigné comme remplaçant au All-Star Game LNB 2009 disputé le 30 décembre 2009. Ses statistiques sont en hausse, 11,5 points, 2,4 rebonds et 7,8 passes contre 10,8 points, 2,6 rebonds et 7,7 passes. Malgré un temps de jeu sensiblement identique, il voit ses statistiques chuter lors de la saison 2010-2011, 6,5 points, 1,9 rebond et 6,3 passes et en janvier 2011, il quitte le club de Vichy pour rejoindre le club de Pro B de SPO Rouen où il termine la saison. La saison suivante, il retrouve la Pro A en rejoignant le club de Hyères Toulon où il joue une saison.
Il est aussi célèbre pour ses performances réalisées lors du tournoi du Rucker Park, playground célèbre de New York. En 2005, il mène l'équipe de son ami Fat Joe (terror squad) à son troisième titre consécutif. Ils battent en finale, une équipe du nom de California, composée de joueur comme Baron Davis et Gilbert Arenas. Il termine MVP de cette édition du tournoi.

## Palmarès
- MVP du Rucker Park (2005)
- Meilleur passeur de la saison régulière Pro B 2007-2008
- Meilleur passeur de la saison régulière Pro A 2008-2009 et Pro A 2009-2010
- Participation All-Star Game LNB : 2009[6]
- Vainqueur du concours des meneurs All-Star Game LNB  : 2009